# Jacques Garat
Pour les articles homonymes, voir Garat.
Jacques Garat est un journaliste de télévision et de radio français, né le 21 janvier 1932 à Paris. Il a été rédacteur en chef et présentateur de l'émission Aujourd'hui Madame sur Antenne 2 et directeur de la rédaction de Radio Monte-Carlo.

## Biographie
Jacques Garat est diplômé de la faculté de droit de Paris et de l'Institut d'études politiques de Paris. 
Il commence sa carrière de journaliste à la rédaction de Radio Monte Carlo en 1959. Présentateur des informations et reporter à France Inter en 1965, il participe au mouvement de mai 68, qui dénonçait la mainmise du gouvernement sur l'ORTF. Avec plusieurs journalistes licenciés pour fait de grève, il lance fin 1968 le magazine mensuel Le Fait public, créé par l'Union des journalistes de télévision et en est rédacteur en chef adjoint jusqu'en 1970. 
En 1970, il collabore avec le producteur d'émissions télévisées Armand Jammot et devient présentateur d'Aujourd'hui Madame en alternance avec Évelyne Pagès, Nicole André et Alain Jérôme. En 1975, il devient rédacteur en chef de ce magazine quotidien d'informations et de culture diffusé en début d'après-midi, principalement à destination d'un public féminin. Il anime dans ce programme des rencontres entre des téléspectatrices et des écrivains, des artistes ou des personnalités du monde scientifique ou politique. L'émission aborde également des sujets de société qui n'avaient pas ou peu été traités à la télévision française comme les agressions sexuelles, l'homosexualité, la consommation de drogues, etc.
À partir de février 1977, il présente également le Mensuel d’Aujourd’hui madame, diffusé chaque dernier vendredi du mois aux mêmes horaires.
En 1981, il devient directeur de la rédaction et conseiller du directeur général pour l'information et les programmes de Radio Monte-Carlo, jusqu'en 1986.
Parallèlement à son activité professionnelle, il enseigne les métiers du journalisme et de la communication dans plusieurs établissements dont le CFJ Centre de formation des journalistes à Paris, le CELSA et l'EFAP.
En 2002, il participe à la création de l'association Lire dans le noir qui publie des enregistrements audio de romans, lus par leurs auteurs, et souhaite favoriser le développement de ces supports. En 2003, il enregistre le premier livre audio de Lire dans le noir, C'était bien, avec le concours de son auteur Jean d'Ormesson.